# ميخائيل كولغان
ميخائيل كولغان (بالإنجليزية: Michael Colgan)‏ هو مدير فني ‏ ومنتج أفلام أيرلندي، ولد في 1950 في دبلن في جمهورية أيرلندا.

## وصلات خارجية
- ميخائيل كولغان على موقع IMDb (الإنجليزية)
- ميخائيل كولغان على موقع قاعدة بيانات الفيلم (الإنجليزية)